# Nikander (Mołczanow)
Nikander, imię świeckie Nikołaj Dmitriewicz Mołczanow (ur. 20 marca?/1 kwietnia 1852, zm. 5 czerwca 1910 w Wilnie) – arcybiskup Rosyjskiego Kościoła Prawosławnego.

## Życiorys
Urodził się w rodzinie diakona. Ukończył studia na Moskiewskiej Akademii Duchownej, po których został nauczycielem języka greckiego w seminarium duchownym w Tambowie. W 1884 został magistrem teologii. Rok później złożył śluby zakonne; 21 czerwca 1885 został hieromnichem, zaś w sierpniu tego samego roku został rektorem seminarium w Tambowie, otrzymując równocześnie godność archimandryty. W 1891 został biskupem pomocniczym eparchii petersburskiej z tytułem biskupa narwskiego; w 1893 otrzymał dodatkowo stanowisko rektora Petersburskiej Akademii Duchownej. W 1895 przeniesiony na katedrę symbirską i syzrańską, zaś w 1904 mianowany arcybiskupem wileńskim i litewskim. Zmarł w 1910.